# Del Norte
Del Norte è un centro abitato (town) degli Stati Uniti d'America, capoluogo di contea della contea di Rio Grande dello Stato del Colorado. Nel censimento del 2010 la popolazione era di 1.686 abitanti.

## Geografia fisica
Secondo i rilevamenti dell'United States Census Bureau, Del Norte si estende su una superficie di 2,2 km².

## Storia
Gli Ute furono il primo popolo a vivere nell'area, specialmente durante le estati grazie all'abbondanza di selvaggina, piante, acqua e legname. Gli inverni invece erano troppo rigidi per permettere loro di stabilirsi in modo permanente. 
Sotto la giurisdizione messicana, alcune famiglie ispaniche si trasferirono nella regione nella prima metà del XIX secolo come parte delle concessioni volte ad aiutare il governo messicano ad occupare il territorio, ma non si poterono fondare insediamenti su larga scala perché gli Ute scacciarono molte delle persone che cercavano di stabilirsi.
Il primo insediamento di una certa importanza venne chiamato La Loma, a poche miglia ad est di dove si trova il sito della città odierna. Il luogo fu scelto per la presenza di un guado sul Rio Grande che poteva essere qui attraversato con facilità e in sicurezza. La colonizzazione da parte americana cominciò negli anni settanta del XIX secolo con l'arrivo di cercatori d'oro e d'argento che esploravano le montagne circostanti in cerca di minerali preziosi, specialmente vicino al Bennett Peak.
Lo sfruttamento delle montagne San Juan venne consentito solo dal 1873 dopo la firma del trattato Brunot tra il governo degli Stati Uniti e il popolo Ute. Una volta che i giacimenti di Summitville si rivelarono redditizi, Del Norte fu fondata ufficialmente nel 1874 come campo base per raggiungere non solo le miniere di Summitville (a 40 km a sud) ma anche di Creede e Lake City, e prese il nome dal fiume Rio Grande del Norte.  I cercatori affluirono rapidamente nell'area, seguiti in breve tempo da allevatori e agricoltori. Dopo che il Sherman Silver Purchase Act  venne abrogato nel 1893, le operazioni di estrazione divennero presto poco redditizie e cessarono velocemente come erano cominciate, ma la comunità continuò a vivere di allevamento e l'agricoltura.

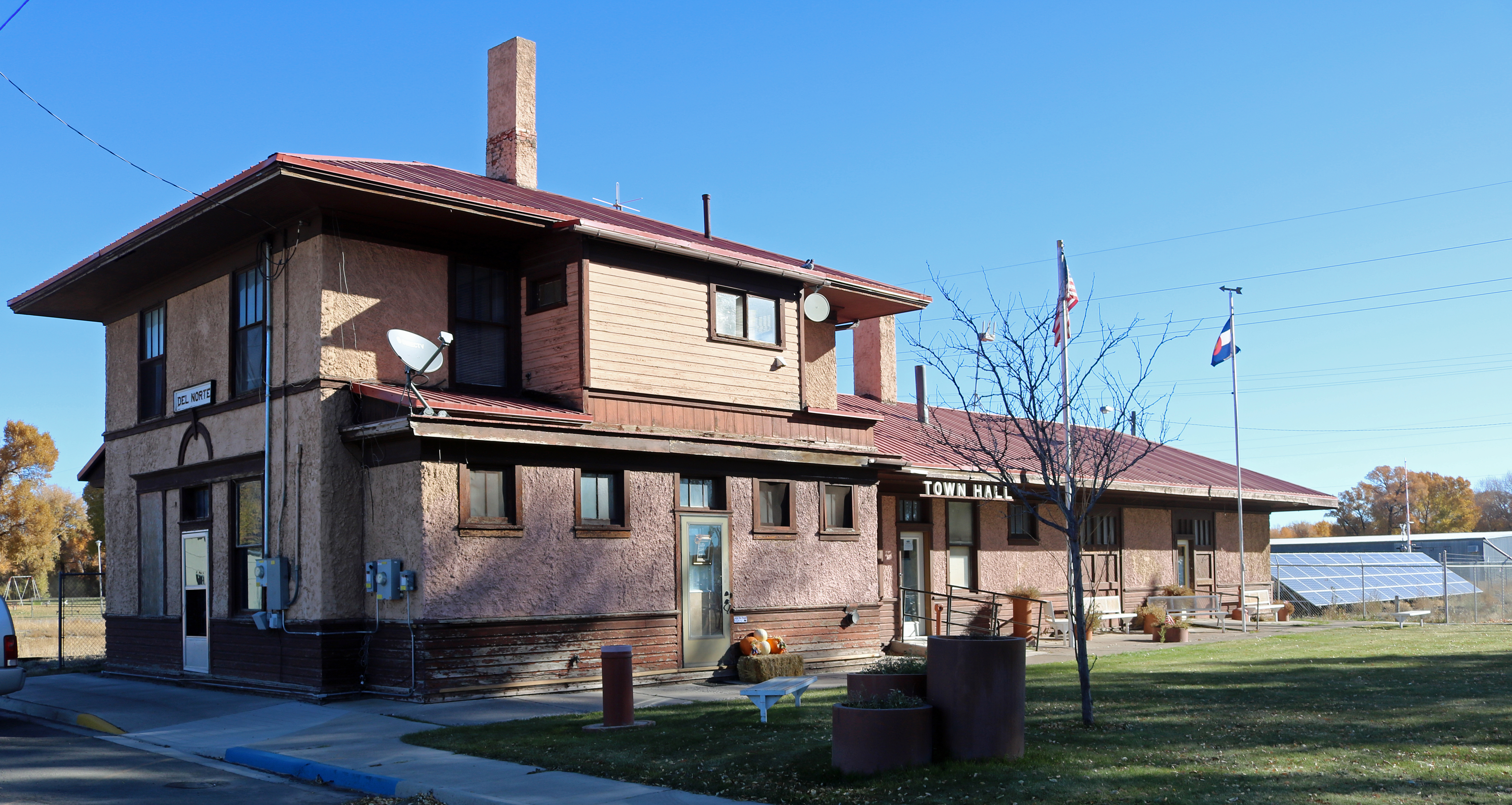
Il municipio di Del Norte

Tra la fine dell'Ottocento e l'inizio del Novecento, nel Colorado meridionale si accesero dibattiti per promuovere la separazione dallo stato del Colorado e creare quello di San Juan, con Del Norte come possibile capitale, ma questo movimento secessionista si spense in fretta.